# Majoryzacja
Majoryzacja – górne ograniczanie wartości bezwzględnej danej funkcji przez funkcję wykładniczą (np. eksponencjalną).
Warunek ten zapisuje się w postaci:
Dla każdego t>0 istnieje takie M oraz d, że zachodzi zależność:
{\displaystyle |f(t)|<Me^{dt}}
Warunek majoryzacji stosuje się np. przy sprawdzaniu zbieżności całki z transformatą Laplace'a.